# Bataille de Bitola
Guerres byzantino-bulgares
Batailles
- Ongal (680)
- Anchialos (708)
- Marcellae (756)
- Lithosoria (774)
- Marcellae (792)
- Serdica (809)
- Pliska (811)
- Versinikia (813)
- Mesembria
- Guerre de 894 - 896
  - Bulgarophygon
- Guerre de 913 - 927
  - Anchialos (917)
  - Pegae (921)
- Guerre de 970 - 1018
  - Portes de Trajan (986)
  - Thessalonique (995)
  - Passe de Kleidion (1014)
  - Bitola (1015)
- Ostrovo (1040)
- Klokotnica (1230)
- Andrinople (1254)
- Devina (1279)
- Skafida (1304)
- Rusokastro (1332)

La bataille de Bitola, qui se déroula à proximité de la ville de Bitola (faisant alors partie de l'Empire bulgare et actuellement en Macédoine du Nord), opposa l'armée byzantine dirigée par le stratège George Gonitsiatès et l'armée bulgare dirigée par le voïvode Ivats. Ce fut l'une des dernières batailles entre le Premier Empire bulgare et l'Empire byzantin. La victoire bulgare obligea l'empereur Basile II à se retirer d'Ohrid, la capitale bulgare, dont les remparts extérieurs avaient déjà été en partie détruits par les Byzantins. Cependant, elle ne sonne que comme un sursis pour l'Empire bulgare, qui finit par être incorporé à l'Empire byzantin en 1018.

## Prélude
Au cours de la bataille de la Passe de Kleidion le 29 juillet 1014, la majeure partie de l'armée bulgare avait été détruite. La mort du tsar Samuel Ier peu après (le 6 octobre) affaiblit profondément l'empire. À l'automne de l'année 1014, Basile II pénètre profondément à l'intérieur du territoire bulgare et brûle le plais de Gabriel Radomir, le successeur de Samuel dans les environs de Bitola. Les hostilités reprennent au cours de l'année 1015. L'empereur Byzantin prend la tête d'une campagne au cœur de la Bulgarie (autour du lac d'Ohrid et du lac Prespa), prenant systématiquement chaque ville et forteresse qui se trouvent sur sa route. La cause immédiate de cette campagne fut la sécession de la ville d'Édesse qui réintègre le territoire bulgare au début de l'année 1015. Basile II reprend rapidement la ville et disperse ses habitants. À l'été, les Byzantins conquièrent une autre ville importante, Moglena. Durant ce siège, ils capturent le khan Dometian, ainsi que plusieurs soldats.
La tentative de Gabriel Radomir de négocier la paix est un échec. Basile continue la guerre et dans le même temps encourage une conspiration de Ivan Vladislav qui projette de tuer son cousin Radomir et de prendre le pouvoir. C'est une réussite et Vladislav est sur le trône en août 1015, et feint d'accepter de se rendre aux Byzantins. Basile II ne le croit pas et prépare un autre projet pour tuer le nouveau tsar bulgare. La nouvelle conspiration échoue tout comme les négociations.

## Campagne d'Ohrid et la bataille
Alors qu'il ne croit pas à la proposition d'Ivan Vladislav, Basile II lance immédiatement une nouvelle campagne vers Ostrovo. Les Byzantins crèvent les yeux de chaque prisonnier bulgare. En Pélagonie, Basile laisse une grande partie de son armée sous le commandement des stratèges George Gonitsiates et Orestes qui pillent la région et laissent des troupes entre Ohrid et Bitola. L'empereur Basile II atteint Ohrid et dirige l'invasion de la plupart de la cité à l'exception de la citadelle où se trouve le palais royal.
Cependant, son intention initiale de marcher à l'ouest vers Dyrrhachium échoue après les difficultés inattendues rencontrées par l'arrière de l'armée byzantine. L'armée dirigée par Gonitsiates tombe en effet dans une embuscade dirigée par le commandant Ivats ce qui provoque sa destruction. La défaite force Basile à se retirer rapidement, le reste de l'armée byzantine revenant en Pélagonie, mais Ivats évite de l'engager, ce qui permet à Basile II de se replier sans encombre à Thessalonique.

## Suites
La bataille de Bitola prive Basile II d'un grand succès commencé au début de la campagne par l'anéantissement de l'armée bulgare au début de l'année 1015 à Kleidion. Cependant, les souffrances endurées par le territoire bulgare au cours de cette année précéda la chute du premier empire bulgare en 1018.